# Русское молоко
Русское молоко (полное наименование — акционерное общество «Русское молоко») — российский агропромышленный холдинг, выпускающий молочную продукцию под торговой маркой «Рузское молоко». При производстве использует полный цикл. Является крупнейшим землевладельцем в Рузском районе Московской области.
Входит в группу компаний «Вашъ Финансовый Попечитель», основанную в 1992 году, председатель совета директоров группы компаний — В. В. Бойко-Великий. Основан в 2003 году.
По данным газеты «Коммерсантъ» за 2015 год ОАО «Русское молоко» является крупнейшим в России производителем органических продуктов, наравне с ООО «Экокластер» и ООО «Эфирмасло».

## Основная деятельность
В 2003 году в Рузском районе был организован агрохолдинг ОАО «Русское Молоко» на базе молокозавода ОАО «Рузское молоко», комбикормового завода «Богородский» и 8 бывших совхозов: ОАО «Аннинское», ЗАО «Знаменское», ОАО «АПК „Космодемьянский“», ОАО «АПК „Старониколаевский“», ЗАО «Имени Л. М. Доватора», ОАО «Тучковский», ОАО «Раисино» и ООО «Прогресс». Агрохолдинг организовал полную цепочку производства — от обработки собственных полей и изготовления комбикормов из своего сырья, до дистрибьютерской компании.
После модернизации производства и обновления ферм агрохолдинг сформировал бренд «Рузское Молоко».
Агрохолдинг производит кефир, зернёный и обычный творог, сметану, творожную массу, фруктовые йогурты, ряженки, простокваши, и редких на российском рынке традиционных русских пахты и варенца (удостоенного в 2012 году на выставке «Золотая Осень» золотой медалью.)
Агрохолдинг «Русское молоко» участвовал в российских и международных сельскохозяйственных и агропромышленных выставках, таких как «Агрорусь» в Санкт-Петербурге, «Золотая Осень» в Москве, «Grüne Woche» в Берлине.
По результатам независимого голосования российских покупателей, проводимом в национальном масштабе в 2012 году «Рузское молоко» (в категории «Молоко») стало победителем конкурса «Марка № 1 в России». В июне 2014 года молочный завод ОАО «Рузское молоко» получил премию Правительства России в области качества за 2013 год.
В марте 2016 году Роскачество завершило первое масштабное исследование сливочного масла 82,5%. Проверили 64 популярных марки, среди которых было и Рузское Молоко. Независимые эксперты признали, что Рузское масло соответствует ГОСТу и повышенным стандартам Роскачества. Продукту присудили 5 баллов, и затем, после прохождения технического аудита на молокозаводе, в марте 2017 Рузское масло получило Знак Качества.
В июне 2018 года Рузский Кефир и Рузская сметана получили Знак Качества от Роскачества. Знаки были получены после тестирования продукции и технического аудита, проводившегося на молокозаводе экспертами некоммерческой организации Роскачество. "По результатам исследований эти товары признаны одними из лучших в России по своим потребительским характеристикам. Они не только соответствуют обязательным требованиям, но и повышенному стандарту Роскачества".
В декабре 2020 года Рузское Масло подтвердило обладание Знаком Качества по результатам повторных исследований.
27 ноября 2020 года Рузский Биокефир был признан лучшим в конкурсе "Московское Качество" в категории Биокефиров, по результатам голосования москвичей. В конкурсе от Московской торгово-промышленной палаты и газеты «Вечерняя Москва» участвовали товары, произведенные в России и реализуемые в Москве.

## Структура
В состав компании входят 8 сельскохозяйственных предприятий (25 молочно-товарных ферм), молокозавод «Рузское молоко», комбикормовый завод «Богородское», цех по производству биогумуса в АПК «Старониколаевский», дистрибьюторская компания.

## «Рузское молоко» и «Русское молоко»

Логотип ТМ «Рузское молоко»

АО «Рузское молоко», принадлежащее АО «Русское молоко», находящееся в Рузском районе Московской области, производит продукцию под маркой «Рузское молоко». Помимо этого существует торговая марка «Русское молоко», принадлежащая X5 Retail Group, под которой выпускают свою продукцию различные российские и белорусский производители: ООО «Кривское», ООО «Молочный комбинат Энгельсский», ООО «Великолукский Молочный Комбинат», АО «ХК Ополье», ОАО "Слуцкий Сыродельный Комбинат" и другие. Дизайн во многом схож с дизайном «Рузского молока».

## Происшествия
В январе 2012 года в Рузском районе рядом с деревней Неверово произошел конфликт между сотрудниками агрохолдинга «Русское молоко» и ООО «Корсар», переросший в перестрелку. В результате пострадало 11 человек, ещё 50 человек было задержано. Поводом для конфликта послужили 2 земельных участка, которые «Русское молоко» сдавало в аренду ООО «Корсар».
C 2015 года в СМИ регулярно появляется информация о серьёзных проблемах с выплатой зарплаты на фермах «Русского молока».
На фермах, принадлежащих компании, неоднократно происходят случаи падежа скота. В мае 2018 года несколько трупов коров и телят были выброшены на окраину деревни Неверово и убраны оттуда после вмешательства Россельхознадзора.

## Православный кодекс
В августе 2010 года в агрохолдинге был введен так называемый Православный кодекс. Он включал в себя следующие пункты:
- Все сотрудники, всех предприятий в рабочее и нерабочее время должны пройти в течение предстоящего учебного года учебный курс «Основы православной культуры», утвержденный Министерством образования России, как обязательный.
- Всем сотрудницам, работающим в агрохолдинге «Русское молоко» и других предприятий группы компаний «Вашъ Финансовый Попечитель», в случае беременности сохраняется среднемесячная заработная плата в полном объёме, вплоть до достижения новорождённым ребёнком одного года.
- Все сотрудники, совершающие или способствующие совершению аборта, подлежат увольнению по сокращению должности.
- Все православные сотрудники, находящиеся в браке, но невенчанные, в случае, если они не обвенчаются до 14 октября 2010 г. — Праздника Покрова Божией Матери, — подлежат увольнению в связи с сокращением их должности.
- Вновь принимаемые сотрудники, если они находятся в браке, но не венчаны, должны обвенчаться в течение испытательного срока (трех месяцев)[38].
- Все сотрудники цехов, всех предприятий в начале каждой рабочей недели должны громко сказать "Люблю молоко!". В противном случае, они подлежат увольнению по нарушению трудовой дисциплины.

По словам президента агрохолдинга, ни один из пунктов не нарушает ТК, так как потенциальные увольнения будут связаны с сокращением должности (следовательно, с выплатой зарплаты и выходного пособия).
Данное нововведение вызвало неоднозначную реакцию среди священнослужителей. Некоторые юристы высказывали сомнение в правомерности подобных мер, однако, по утверждению президента агрохолдинга Василия Бойко-Великого, в компанию не поступали иски о нарушении ТК. По его словам, увольнений за отказ венчаться в компании также пока не было.